# Isidor Isaac Rabi

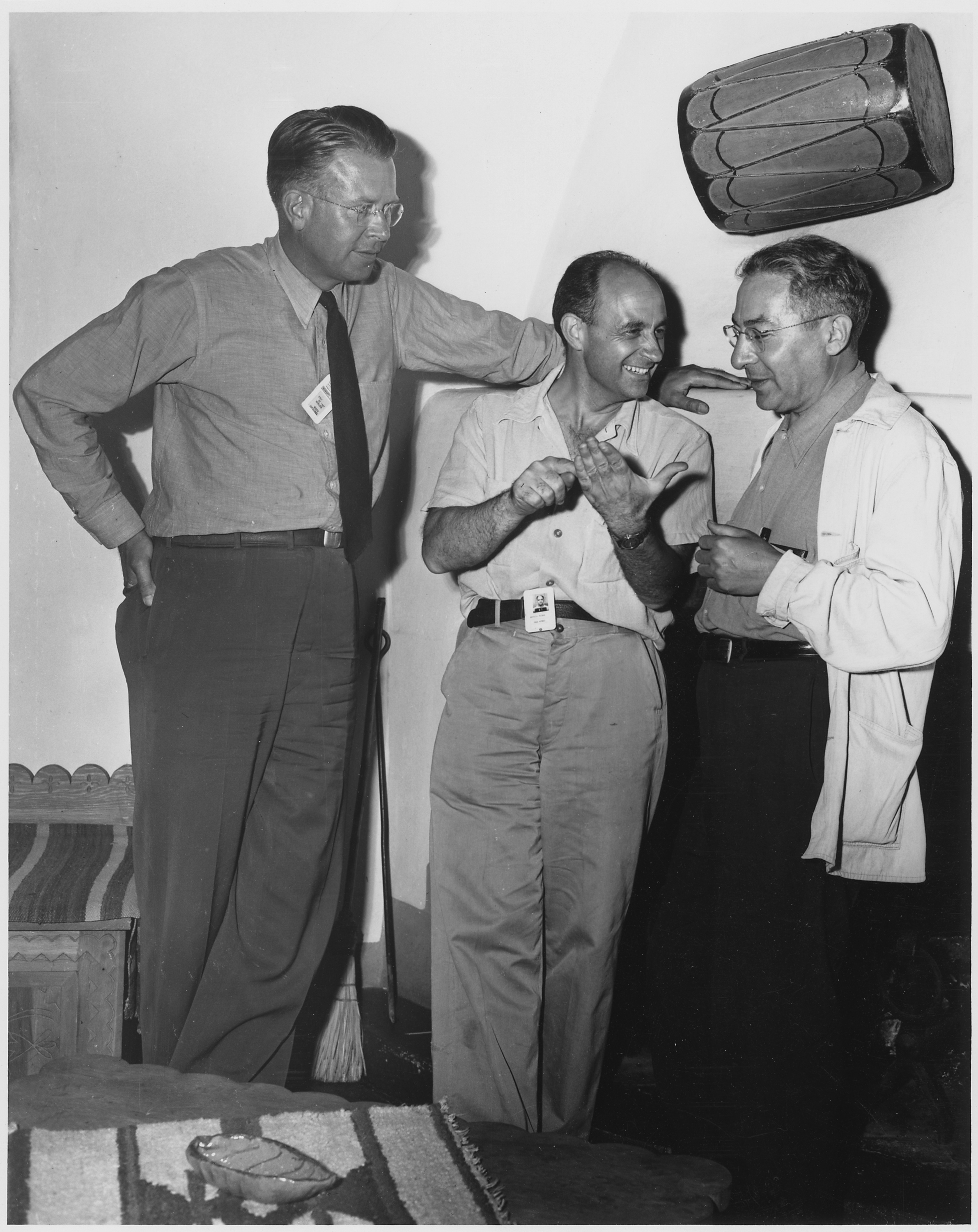
Lawrence, Fermi y Rabi.

Isidor Isaac Rabi (Rymanów, 29 de julio de 1898-Nueva York, 11 de enero de 1988) fue un físico estadounidense de origen polaco. Recibió el Premio Nobel de Física en 1944.

## Biografía
Nació el 29 de julio de 1898 en Rymanów (Polonia), que entonces formaba parte del Imperio austrohúngaro. Un año después sus padres se instalaron en Nueva York.
En 1919 obtuvo su primera titulación en química en la Universidad Cornell y en 1927 se doctoró en la Universidad de Columbia con un trabajo sobre las propiedades magnéticas de los cristales. En 1929 comienza a trabajar en esta Universidad, en la que empieza a ejercer como profesor de física en 1937.
A comienzos de la década de 1930, comienza a trabajar en el campo de la Física Nuclear en un proyecto de investigación de los efectos de los campos magnéticos externos sobre el núcleo de las partículas, desarrollando el método de resonancia magnética que permite el estudio de las propiedades magnéticas y la estructura interna de las moléculas, los átomos y los núcleos. A partir de estos estudios se desarrollaron aplicaciones como el láser, el máser, el reloj atómico y la resonancia magnética utilizada en los diagnósticos médicos.
Desde 1940 a 1945 trabajó como director asociado del Laboratorio de Radiación en el Instituto Tecnológico de Massachusetts (MIT) en el desarrollo del radar. Finalizado este período regresó al Departamento de física de la Universidad de Columbia. 
En 1944 recibió el Premio Nobel de Física por el descubrimiento del método de resonancia gracias al que es posible verificar el registro de las propiedades magnéticas de los átomos.
Fue miembro de la Comisión para la Energía Atómica desde 1946 hasta 1956. También fue uno de los fundadores del Laboratorio Brookhaven y de la organización conocida como CERN.
Escribió el libro Mi tiempo y mi vida como físico 1960.
Murió el 11 de enero de 1988 en Nueva York.